# Sensual Seduction
Sensual Seduction è il primo singolo estratto dal nono album di Snoop Dogg Ego Trippin'.

## Il brano
Per l'uscita del singolo il titolo del brano è stato censurato: infatti nell'album il titolo della canzone è Sexual Eruption (eruzione sessuale) mentre per il singolo è stato preferito seduzione sensuale.
Il singolo è stato scritto e prodotto da Shawty Redd, Snoop Dogg canta la canzone usando l'Auto-Tune. Il video censurato per "Sensual Seduction" è stato trasmesso la prima volta il 28 novembre 2007 su MTV. Esiste anche un remix di Lil' Kim.  Un altro remix non ufficiale è stato eseguito dal rapper di Chicago Yung Berg. Infine esiste un altro remix eseguito da Robyn. Il giorno della pubblicazione del singolo, il 15 dicembre 2007 il disco ha debuttato nella Billboard Hot 100 alla posizione numero 76, ma ha in breve tempo raggiunto la posizione numero 8.

## Il video
Il video prodotto per Sensual Seduction è stato diretto da "Melina" e Steven Johnson, ed è stato trasmesso per la prima volta il 28 novembre 2007 da MTV. Il video ha una forte atmosfera anni settanta e anni ottanta sia nell'abbigliamento di Snoop Dogg che degli altri figuranti, sia nelle luci e nella fotografia, e rende omaggio al video di Prince When Doves Cry. In alcune scene si vede Snoop Dogg in compagnia di alcune ragazze su dei letti volanti in mezzo allo spazio. Mad TV ha realizzato una parodia del video intitolata Sensible Deduction, trasmessa come sketch comico nel corso della trasmissione. Esiste anche una versione esplicita del video, che per ovvi motivi è stata completamente censurata data la presenza di scene di sesso esplicito, inoltre, come già spiegato, anche perché mantiene il suo titolo originale "sexual eruption".

## Tracce
CD Single
1. Sensual Seduction (Clean) - 4:06
2. Sensual Seduction (Wideboys Club Mix) - 5:51

## Versioni ufficiali
- Album Version
- Sensual Seduction (Radio Edit)
- Sensual Seduction [Remix] featuring Lil' Kim
- Sensual Seduction [Fyre Department Remix] featuring Robyn
- Sensual Seduction [Wideboys Club Mix]
- Sensual Eruption DPG Mix featuring Kurupt & Daz
- Sensual Eruption [David Garcia & High Spies Remix]
- Sensual Eruption [Boyz Noise Remix]
- Sensual Eruption [Dirty South Remix]
- Sexual Eruption [Simon Sez Remix] featuring Snoop Dogg & Busta Rhymes
- Sexual Eruption [Instrumental]

## Classifiche
| Classifica (2007)                    | Posizione più alta |
| ------------------------------------ | ------------------ |
| Austria                              | 40                 |
| Belgio                               | 30                 |
| Brasile                              | 21                 |
| Canada                               | 52                 |
| Bulgaria                             | 12                 |
| Danimarca                            | 11                 |
| Italia                               | 28                 |
| Paesi Bassi                          | 21                 |
| Finlandia                            | 12                 |
| Germania                             | 15                 |
| Nuova Zelanda                        | 10                 |
| Polonia                              | 38                 |
| Svezia                               | 4                  |
| Svizzera                             | 22                 |
| Turchia                              | 1                  |
| Regno Unito                          | 24                 |
| U.S. Billboard Hot 100               | 7                  |
| U.S. Billboard Hot 100 Airplay       | 5                  |
| U.S. Billboard Hot R&B/Hip-Hop Songs | 5                  |
| U.S. Billboard Hot Rap Tracks        | 10                 |
| U.S. Billboard Pop 100               | 18                 |
| U.S. Billboard Rhythmic Top 40       | 3                  |
| U.S. Billboard Hot Dance Club Play   | 1                  |